# Петровка (Матвеево-Курганский район)
Петровка — село в Матвеево-Курганском районе Ростовской области.
Входит в состав Матвеево-Курганского сельского поселения.

## География
В селе имеется одна улица: Прудовая.

## Население
| 2010 | 2014 |
| ---- | ---- |
| 4    | ↗27  |